# Hercostomus curvatus
Hercostomus curvatus är en tvåvingeart som beskrevs av Yang 1997. Hercostomus curvatus ingår i släktet Hercostomus och familjen styltflugor. Inga underarter finns listade i Catalogue of Life.